# 1-я Гражданская улица
Пе́рвая Гражда́нская у́лица (до 7 июня 1922 года — Пе́рвая Меща́нская у́лица) — улица в Восточном административном округе города Москвы на территории района Богородское.

## История
Первоначально улица называлась Пе́рвая Меща́нская у́лица. Предположительно, название было дано сельскими властями, переносившими в село Богородское названия столичных улиц (1-я Мещанская улица — название части проспекта Мира до 13 декабря 1957 года). Также возможно, что сюда в своё время переселились выходцы из городов западных районов Российской империи (Украина, Белоруссия, Польша), которые могли принести своё именование горожан — «мещане» (в ряде славянских языков, в том числе украинском, белорусском, польском, понятие «город» выражается словом «место», «място», «мисто»; следовательно, «мещанин», «местчанин» означает «живущий в городе», «горожанин»). Улица получила современное название 7 июня 1922 года в знак противопоставления «гражданских» интересов «мещанским» (в понимании значения этих слов тогдашними идеологами; однако прежде слово «гражданин» также употреблялось в значении «живущий в городе», «горожанин»).

## Расположение
1-я Гражданская улица, являясь продолжением 2-й Гражданской улицы, проходит на юго-восток, пересекает 1-ю Прогонную улицу, с северо-востока к ней примыкает 2-я Прогонная улица, 1-я Гражданская улица проходит далее до Алымова переулка. Нумерация домов начинается от 2-й Гражданской улицы.
Ранее 1-я Гражданская улица проходила от Краснобогатырской улицы параллельно 2-й Гражданской улице, участок от Краснобогатырской улицы до 1-й Прогонной улицы был застроен в конце 1970-х годов.

## Примечательные здания и сооружения
По нечётной стороне:
- № 95 — жилой дом. Здесь жил советский и российский физик, академик РАН И. Ф. Щёголев[9]
- № 105 — дошкольное отделение ГБОУ Школа 1797.

По чётной стороне:
- № 96 — ГБОУ Школа 1797.

## Транспорт

### Наземный транспорт
По 1-й Гражданской улице не проходят маршруты наземного общественного транспорта. У северо-западного конца улицы, на Краснобогатырской улице, расположена остановка «1-я Прогонная улица» трамвайных маршрутов № 2, 7, 11, 46, у юго-восточного, на Алымовом переулке, — остановка «Бойцовая улица» автобуса № 80.

### Метро
- Станция метро «Преображенская площадь» Сокольнической линии — южнее улицы, на Преображенской площади на пересечении Преображенской и Большой Черкизовской улиц с Краснобогатырской улицей и улицей Преображенский Вал.
- Станция метро «Бульвар Рокоссовского» Сокольнической линии — восточнее улицы, на Ивантеевской улице.

### Железнодорожный транспорт
- Станция МЦК «Бульвар Рокоссовского» — восточнее улицы, на 6-м проезде Подбельского.